# شقصان
شقصان قرية سعودية، تتبع  لمحافظة الطائف في منطقة مكة المكرمة. تقع في جنوب شرق الطائف، وتبعد عنها قرابة 45 كم.

## القرية
تبعد القرية عن المركز حوالي 25 كيلو متر بإتجاه الجنوب الغربي، نوع الطريق سهل. خدمات التعليم: مدرسة شقصان الابتدائية ومدرسة شقصان المتوسطة ومدرسة شقصان الثانوية (بنين)، مدرسة شقصان الابتدائية ومدرسة شقصان المتوسطة ومدرسة شقصان الثانوية (بنات)، مدرسة شقصان تعليم كبيرات. ويوجد في المركز مركز رعاية صحية أولية، بالإضافة لوجود دفاع مدني وكهرباء عامة وخدمة بلدية وخدمة بريد وبث تلفزيوني.